# Wagenhausen TG
| TG ist das Kürzel für den Kanton Thurgau in der Schweiz. Es wird verwendet, um Verwechslungen mit anderen Einträgen des Namens Wagenhausen zu vermeiden. |

Wagenhausen ist eine Ortschaft und eine Gemeinde im Bezirk Frauenfeld des Kantons Thurgau in der Schweiz.
Die 1803 entstandene Munizipalgemeinde Wagenhausen im Bezirk Steckborn umfasste die Dörfer Kaltenbach, Rheinklingen und Wagenhausen. 1838 wurden innerhalb dieser Munizipalgemeinde die Ortsgemeinden Kaltenbach, Rheinklingen und Wagenhausen gebildet. Am 1. Juni 1995 vereinigte sich die Munizipalgemeinde Wagenhausen mit ihren drei Ortsgemeinden zur politischen Gemeinde Wagenhausen, die seit 2011 zum Bezirk Frauenfeld gehört.

## Geographie
Wagenhausen liegt am linken Ufer des Hochrheins südwestlich von Stein am Rhein an der Strasse nach Schaffhausen. Die politische Gemeinde besteht aus den vier Ortschaften Wagenhausen, Kaltenbach, Etzwilen und Rheinklingen.

## Geschichte
Die ältesten der zahlreichen Fundstellen in Wagenhausen gehen auf das Mesolithikum zurück. 1083 wurde Wagenhusa erstmals urkundlich erwähnt. Seit dem Mittelalter hatten verschiedene Adelsfamilien die niedere Gerichtsherrschaft Wagenhausen inne, unter anderem vom 13. Jahrhundert bis 1433 die von Klingen, ab 1483 die von Roggwil, 1561 die von Fulach, 1563 die von Breitenlandenberg und 1565 die von Ulm, 1575 bis 1798 die Stadt Stein am Rhein und von 1593 bis 1596 vorübergehend Michael von Schwarzach.

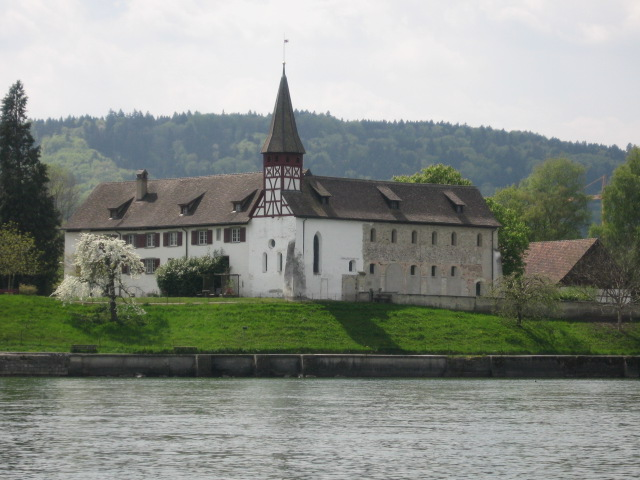
Propstei Wagenhausen

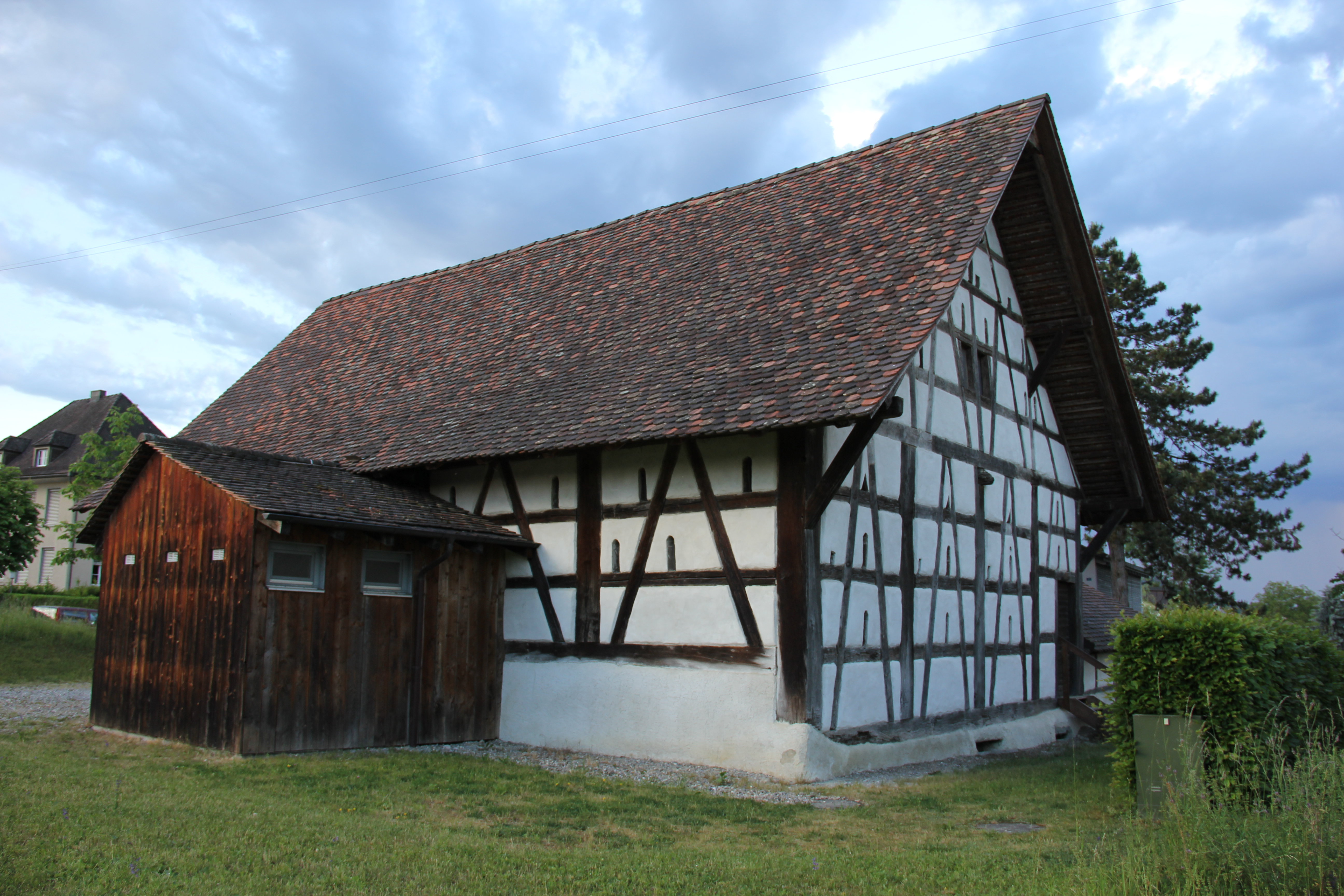
Propstei-Trotte aus dem Jahr 1548

1083 stiftete Tuto dem Benediktinerkloster Allerheiligen in Schaffhausen seinen Besitz, unter der Bedingung, dass in Wagenhausen Mönche (pauperes Christi) unterhalten werden sollten. Allerheiligen baute daraufhin ein Kloster mit einer romanischen Pfeilerbasilika.
An der frühen Geschichte des Klosters können exemplarisch die Konflikte bei der Ablösung des Eigenklostersystems durch die Hirsauer Reform aufgezeigt werden.
Die Klosterbasilika, deren nördliches Seitenschiff um 1600 abgerissen wurde, diente im 21. Jahrhundert als reformierte Kirche von Wagenhausen; vom übrigen Kloster steht nur noch der Osttrakt. Nach einem Streit zwischen Tuto und dem Abt von Allerheiligen ging Wagenhausen an den Bischof von Konstanz, der es ab 1105 durch den Abt von Petershausen verwalten liess. Nach Tutos Tod 1119 wurde Wagenhausen eine eigene Abtei, die unter Abt Gebeno (1156) aufblühte und aus ca. 25 Mönchen sowie zwei bis drei Nonnen bestand. 1417 inkorporierte Allerheiligen das schwache Wagenhausen als Propstei. 1524 beteiligte sich das Dorf am Ittingersturm und 1525 trat der Propst zur Reformation über. Die Stadt Schaffhausen hob die Propstei 1529 auf, errichtete sie aber 1544 neu, wobei der Propst nun als reformierter Pfarrer wirkte. 1861 trat der Kanton Schaffhausen dem Kanton Thurgau die Kollatur ab, der sie 1862 der reformierten Kirchgemeinde übergab. Die Katholiken sind nach Eschenz pfarrgenössig.
Wagenhausen verfügte über ausgedehnte Wälder mit 250 Jucharten Fläche und eine Trotte aus dem Jahr 1548. Neben Acker-, Wiesen- und Obstbau wurde etwas Rebbau betrieben und Torf gestochen. In Klingenriet und Wagenhausen existierten ab dem 14. Jahrhundert vier Mühlen, die Ende des 19. Jahrhunderts bzw. 1917 eingingen. Wagenhausen richtete sich wirtschaftlich nach Stein am Rhein aus, mit dem es seit der Eröffnung der Eisenbahnlinien Bahnstrecke Etzwilen–Konstanz 1875 und Etzwilen–Schaffhausen 1895 zusammengewachsen ist. Im Rahmen der Hochkonjunktur nahm ab 1960 die Zahl neuer Gebäude zu, 1992 erfolgte die Erweiterung der Schule.
→ siehe auch Abschnitte Geschichte in den Artikeln Etzwilen, Kaltenbach TG und Rheinklingen

## Wappen
Blasonierung: In Rot eine weisse Waage mit gelben Schalen.
Das Wagenhauser Wappen beruht auf einem alten Wappens, das auf einer Kirchenscheibe von 1570 im Gemeindehaus in Unterstammheim überliefert ist. Das im dortigen Wappen enthaltene Kreuz wurde weggelassen. 1998 beschloss die neue politische Gemeinde, das Wappen der früheren Ortsgemeinde Wagenhausen zu übernehmen.

## Bevölkerung
| Hier fehlt eine Grafik, die leider im Moment aus technischen Gründen nicht angezeigt werden kann. Wir arbeiten daran! |

|                     | 1831  | 1850  | 1900  | 1950  | 1990  | 2000  | 2010  | 2018  |
| ------------------- | ----- | ----- | ----- | ----- | ----- | ----- | ----- | ----- |
| Politische Gemeinde |       |       |       |       |       | 1533  | 1619  | 1678  |
| Munizipalgemeinde   | 1328  | 1308  | 1052  | 1104  | 1418  |       |       |       |
| Ortsgemeinde        |       | 602   | 432   | 396   | 588   |       |       |       |
| Quelle              | [ 7 ] | [ 7 ] | [ 7 ] | [ 7 ] | [ 7 ] | [ 9 ] | [ 9 ] | [ 9 ] |

Von den insgesamt 1678 Einwohnern der Gemeinde Wagenhausen im Jahr 2018 waren 350 bzw. 20,9 % ausländische Staatsbürger. 762 (45,4 %) waren evangelisch-reformiert und 275 (16,4 %) römisch-katholisch. Die Ortschaft Wagenhausen zählte zu diesem Zeitpunkt 623 Bewohner.

## Wirtschaft
Im Jahr 2016 bot Wagenhausen 260 Personen Arbeit (umgerechnet auf Vollzeitstellen). Davon waren 17,6 % in der Land- und Forstwirtschaft, 41,0 % in Industrie, Gewerbe und Bau sowie 41,4 % im Dienstleistungssektor tätig.
Gewerbe

Im Dorfzentrum liegt eine Einkaufsmöglichkeit mit einer Volg-Filiale. Weiter gibt es einige Restaurants, einen Coiffeursalon und etwas rheinabwärts einen Campingplatz inklusive Restaurant.

## Verkehr
Wagenhausen liegt an der Hauptstrasse Schaffhausen–Kreuzlingen. Im öffentlichen Verkehr erfolgt die Erschliessung über den Bahnhof Stein am Rhein der Seelinie, der nur wenige hundert Meter vom Wagenhauser Dorfzentrum entfernt ist.
Ebenfalls auf Wagenhauser Gemeindegebiet liegt der Bahnhof Etzwilen, der vor allem in der Vergangenheit als Kreuzungsbahnhof von Bedeutung war.

## Sehenswürdigkeiten

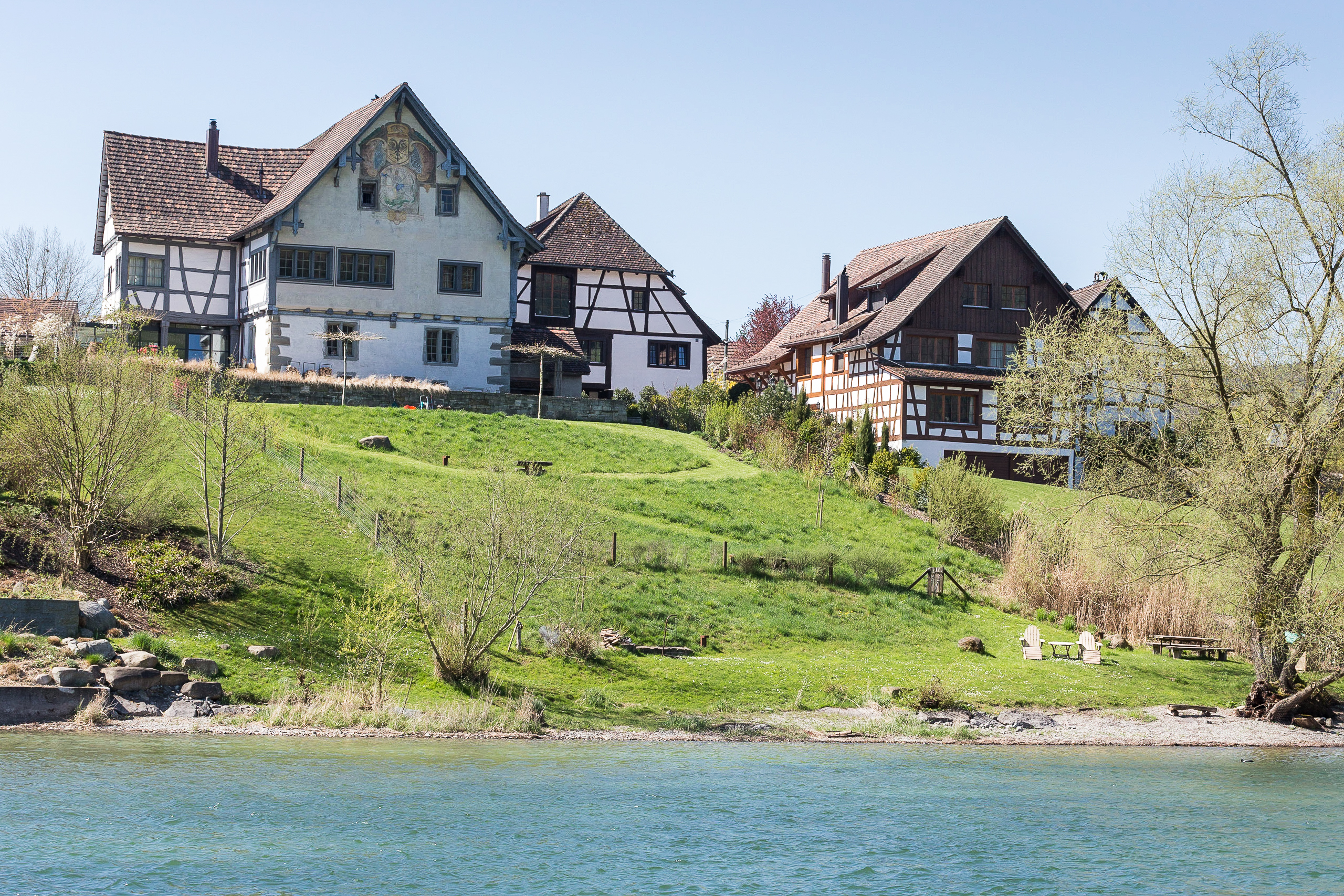
Historische Wohnhäuser «Im Schloss» unweit des Rheinufers

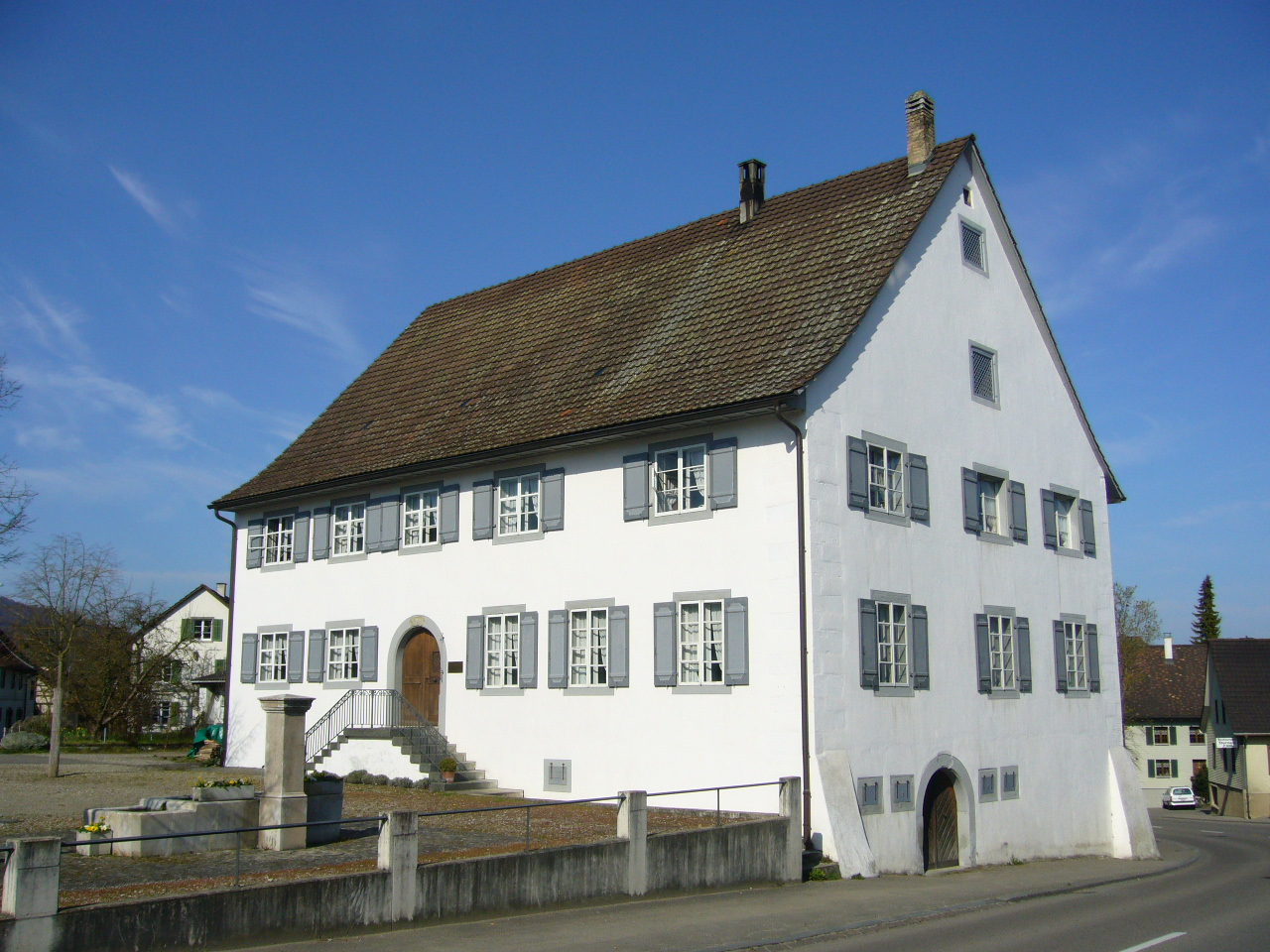
Haus Wasen

Die ehemalige Propstei Wagenhausen und heutige reformierte Pfarrkirche wurde um 1085 erbaut und seitdem kaum verändert. Sie gehört zu den wenigen original erhaltenen romanischen Kirchen der Ostschweiz. Zu den weiteren Besonderheiten der Propstei gehört ihre Glocke mit dem Gussjahr 1291. Es ist damit eines der ältesten noch funktionierenden Geläute der Schweiz.
In der Nähe der Propstei steht auch die Trotte aus dem 16. Jahrhundert, die 1995 renoviert wurde. Sie ist am Kellerhals mit 1548 datiert und die älteste im Kanton Thurgau.
Ein bedeutendes verkehrsgeschichtliches Baudenkmal ist die 1875 erbaute Eisenbahnbrücke der Linie Winterthur–Singen, die seit der Stilllegung des Streckenabschnitts Etzwilen–Singen nur noch als Museumsbahn genutzt wird.
Rheinklingen ist im Inventar der schützenswerten Ortsbilder der Schweiz aufgeführt.

## Persönlichkeiten
- Franz Anton Mesmer (1734–1815), Erfinder des «thierischen Magnetismus», lebte Ende des 18. Jahrhunderts in Wagenhausen
- Fritz Schär (1926–1997), Radrennfahrer
- Lara Stoll (* 1987), Slam-Poetin und Autorin, ist in Rheinklingen aufgewachsen
- Friedrich Vetterli (* 1822 in Wagenhausen; † 1882), Techniker, Erfinder